# Big Comic Original
Big Comic Original (ビッグコミックオリジナル, Biggu Komikku Orijinaru) est un magazine de prépublication de mangas bimensuel de type seinen publié par Shōgakukan depuis 1972. Il appartient à la famille de magazine Big Comic. Le tirage moyen est de 663.167 en 2012.

## Liste des séries
| Titre | Auteur                                                           | Première publication |
| --- | ---------------------------------------------------------------- | -------------------- |
| Kaze no Daichi (風の大地)                                                                                     | Eiji Kazama (dessin), Nobuhiro Sakata (scénario)                 | septembre 1991       |
| Kango Joshu no Nana-chan (看護助手のナナちゃん)                                                               | Munehiro Nomura                                                  | 2009                 |
| Shippo no Koe (しっぽの声)                                                                                    | Kiyoshi Chikuyama (dessin), Midori Natsu (scénario)              | juin 2017            |
| Empereur du Japon (昭和天皇物語, Shōwa Tennō Monogatari)                                                      | Junichi Nōjō (dessin), Kazutoshi Handō / Issei Eifuku (scénario) | avril 2017           |
| Shinya Shokudō (深夜食堂)                                                                                     | Yaro Abe                                                         | octobre 2006         |
| Stigma (スティグマ)                                                                                           | Hideo Iura                                                       | avril 2021           |
| Zenkamono (前科者)                                                                                            | Tōji Tsukishima (dessin), Masahito Kagawa (scénario)             | décembre 2017        |
| Tasogare Ryūseigun (黄昏流星群)                                                                               | Kenshi Hirokane                                                  | novembre 1995        |
| Tsuri Baka Nisshi (釣りバカ日誌)                                                                              | Kenichi Kitama (dessin), Jūzou Yamasaki (scénario)               | 1979                 |
| Dekake Oya (出かけ親)                                                                                         | Sensha Yoshida                                                   | août 2017            |
| Tetsu Bon (テツぼん)                                                                                          | Kiyoshi Nagamatsu (dessin), Enshu Takahashi (scénario)           | octobre 2010         |
| Bara Mura e Yōkoso (薔薇村へようこそ)                                                                         | Fumi Saimon                                                      | octobre 2021         |
| Himiko (卑弥呼)                                                                                               | Mariko Nakamaru (dessin), Richard Woo (scénario))                | septembre 2018       |
| Hyakunen Senryū (百年川柳)                                                                                    | Yoshiie Gōda                                                     | 1991                 |
| Bokura wa Sore wo Koete yuku ~Amabiko Nodamabu Graffiti~ (僕らはそれを越えてゆく〜天彦野球部グラフィティー〜) | Yū Nakahara                                                      | septembre 2021       |
| Miwa-san Narisumasu (ミワさんなりすます)                                                                      | U-hei Aoki                                                       | février 2021         |